# Teissiera australe
Teissiera australe is een hydroïdpoliep uit de familie Teissieridae. De poliep komt uit het geslacht Teissiera. Teissiera australe werd in 1978 voor het eerst wetenschappelijk beschreven door Bouillon. 